# Hironao Meguro
Hironao Meguro (jap. 目黒 宏直, Meguro Hironao; * 18. Mai 1973 in Hirokami, Landkreis Kitauonuma (heute: Uonuma), Präfektur Niigata) ist ein japanischer Biathlet. Zwischen 1997 und 2002 nahm er an allen Olympischen Winterspielen und Biathlon-Weltmeisterschaften teil.
Hironao Meguro lebt in Hirokami und trainiert in Sapporo. Der für die „Winterkampfausbildungseinheit“ der Bodenselbstverteidigungsstreitkräfte startende Sportsoldat begann 1992, nachdem er einige Zeit Skilanglauf betrieb mit dem Biathlonsport. Er rückte in das japanische Nationalteam auf um dieses in Hinblick auf die Olympischen Winterspiele 1998 zu verstärken. 1995 gab er in Lahti sein Debüt im Biathlon-Weltcup und wurde 83. in einem Einzel. Es dauerte bis 1997, dass er in Antholz als Siebter in einem Staffelrennen ein erstes nennenswertes Ergebnis erreichte. In Osrblie nahm Meguro an den Biathlon-Weltmeisterschaften 1997 teil und wurde 81. im Einzel und mit Atsushi Kazama, Yukio Mochizuki und Kazumasa Takeda im Teamwettkampf Achter.
Bei den heimischen Olympischen Spielen belegte der Japaner den 28. Rang im Einzel und lief mit Kyōji Suga, Shūichi Sekiya und Kazama in der Staffel auf den 15. Platz. Nach den Spielen erreichte er in Pokljuka den 20. Platz im Sprint und wurde kurz darauf in Hochfilzen 21. eines Einzels. Es waren zugleich Meguros beste Weltcup-Resultate. In Pokljuka wurde er zudem bei den Weltmeisterschaften in den nicht bei den Spielen ausgetragenen Wettbewerben 32. im Verfolgungsrennen. In den folgenden drei Weltcupsaisonen lief Meguro in drei der Rennserien auf Punktplätze, belegte aber in der Gesamtwertung immer hintere Ränge. 1999 startete er wieder bei den Weltmeisterschaften in Kontiolahti, wo er 41. des Sprints, 54. der Verfolgung und 17. mit der japanischen Staffel wurde. Beim aus Wettergründen an den Holmenkollen in Oslo verlegten Einzel wurde er 30. An selber Stelle erreichte Meguro bei den Weltmeisterschaften 2000 die Plätze 44 im Einzel und 43 im Sprint. Im Verfolgungsrennen verbesserte er sich bis auf den 23. Platz und belegte damit sein bestes Ergebnis bei einem Großereignis. Bei der in Lahti ausgetragenen Staffel wurde Japan mit Meguro 17.
2001 nahm Meguro in Pokljuka letztmals an Weltmeisterschaften teil. Im Einzel wurde der Japaner 59., 58. im Sprint, 46. im Verfolgungsrennen und Elfter mit der Staffel. Letztes Großereignis wurden die Olympischen Winterspiele 2002 in Salt Lake City. In den USA startete er im Einzel und wurde 66. sowie mit Hidenori Isa, Suga und Mochizuki 13. Bei den Asiatischen Winterspielen in der Präfektur Aomori gewann er 2003 den Sprint, die Verfolgung und mit der Staffel. Meguro lief noch sporadisch bis zum Beginn der Saison 2004/05 im Weltcup und im Biathlon-Europacup, kam aber seitdem nicht mehr international zum Einsatz.
Er ist verheiratet mit der Biathletin Kanae Meguro.

## Biathlon-Weltcup-Platzierungen
Die Tabelle zeigt alle Platzierungen (je nach Austragungsjahr einschließlich Olympische Spiele und Weltmeisterschaften).
- 1.–3. Platz: Anzahl der Podiumsplatzierungen
- Top 10: Anzahl der Platzierungen unter den ersten zehn (einschließlich Podium)
- Punkteränge: Anzahl der Platzierungen innerhalb der Punkteränge (einschließlich Podium und Top 10)
- Starts: Anzahl gelaufener Rennen in der jeweiligen Disziplin

| Platzierung                      | Einzel | Sprint | Verfolgung | Massenstart | Team | Staffel | Gesamt |
| -------------------------------- | ------ | ------ | ---------- | ----------- | ---- | ------- | ------ |
| 1. Platz                         |        |        |            |             |      |         |        |
| 2. Platz                         |        |        |            |             |      |         |        |
| 3. Platz                         |        |        |            |             |      |         |        |
| Top 10                           |        |        |            |             | 1    | 3       | 4      |
| Punkteränge                      | 1      | 4      | 5          |             | 2    | 30      | 42     |
| Starts                           | 29     | 52     | 27         | 1           | 2    | 31      | 142    |
| Stand: nach der Saison 2009/2010 |        |        |            |             |      |         |        |